# (6253) 1992 FJ
1992 أف جاي (ويعرف أيضًا باسم (6253) 1992 أف جاي وفق تسمية الكوكب الصغير) (بالإنجليزية: 1992 FJ)‏ هو كويكب ضمن حزام الكويكبات؛ وترتيبه 6253 من حيث الاكتشاف.
اكتُشف هذا الجُرم الفلكي بواسطة هيروشي كانيدا في 24 مارس 1992.

## وصلات خارجية
- (6253) 1992 FJ في قاعدة بيانات مختبر الدفع النفاث لأجرام النظام الشمسي الصغيرة

- الاكتشاف · مخطط المدار ·  العناصر المدارية · المعلمات المادية

- (6253) 1992 FJ على موقع ويكي سكاي: DSS2, SDSS, GALEX, IRAS, Hydrogen α, X-Ray, Astrophoto, Sky Map, Articles and images